# Atlas (topologia)
Em matemática, particularmente em topologia, um atlas é um conceito utilizado para descrever uma variedade. Um atlas consiste em cartas individuais que, em termos gerais, descrevem regiões específicas da variedade. No geral, a noção de atlas é a base da definição formal de uma variedade e estruturas relacionadas, como fibrados vetoriais e outros fibrados. A variedade é a união das imagens das cartas.
A definição de um atlas depende da noção de carta. Uma carta para um espaço topológico M é um homeomorfismo {\displaystyle \varphi } de um subconjunto aberto U de M para um subconjunto aberto de um espaço euclidiano. A carta é tradicionalmente representada pelo par ordenado {\displaystyle (U,\varphi )}.
Ao escolher um sistema de coordenadas no espaço euclidiano, define-se coordenadas em {\displaystyle U}: as coordenadas de um ponto {\displaystyle P} em {\displaystyle U} são dadas como as coordenadas de {\displaystyle \varphi (P).} O par formado por uma carta e tal sistema de coordenadas é chamado de sistema de coordenadas local, cartas coordenadas. 

## Definição formal de atlas
Um atlas para um espaço topológico {\displaystyle M} é uma família indexada {\displaystyle {(U_{\alpha },\varphi _{\alpha }):\alpha \in I}} de cartas em {\displaystyle M} que cobre {\displaystyle M} (ou seja, {\textstyle \bigcup _{\alpha \in I}U_{\alpha }=M}). Se, para um valor fixo n, a imagem de cada carta for um subconjunto aberto de um espaço euclidiano n-dimensional, então {\displaystyle M} é chamada de uma variedade n-dimensional.

## Cartas
A definição de um atlas depende da noção de carta. Uma carta para um espaço topológico M é um homeomorfismo {\displaystyle \varphi } de um aberto U de M para um aberto de um espaço euclidiano. A carta é tradicionalmente representada pelo par ordenado {\displaystyle (U,\varphi )}.
Quando um sistema de coordenadas é escolhido no espaço euclidiano, isso define coordenadas em {\displaystyle U}: as coordenadas de um ponto {\displaystyle P} em {\displaystyle U} são definidas como as coordenadas de {\displaystyle \varphi (P)}. O par formado por uma carta e tal sistema de coordenadas é chamado de sistema de coordenadas local, cartas coordenadas ou referencial local.

## Mapas de transição
Um mapa de transição ou função de transição fornece um meio de comparar duas cartas de um atlas. Para realizar essa comparação, considera-se a composição de uma carta com a inversa da outra. Essa composição não está bem definida, a menos que ambas as cartas sejam restritas à interseção de seus domínios de definição. (Por exemplo, se temos uma carta da Europa e uma carta da Rússia, podemos comparar essas duas cartas em sua sobreposição, isto é, a parte europeia da Rússia.)
De maneira mais precisa, suponha que {\displaystyle (U_{\alpha },\varphi _{\alpha })} e {\displaystyle (U_{\beta },\varphi _{\beta })} sejam duas cartas de uma variedade M tal que {\displaystyle U_{\alpha }\cap U_{\beta }} não seja vazio. O mapa de transição {\displaystyle \tau _{\alpha ,\beta }:\varphi _{\alpha }(U_{\alpha }\cap U_{\beta })\to \varphi _{\beta }(U_{\alpha }\cap U_{\beta })} é definido como: {\displaystyle \tau _{\alpha ,\beta }=\varphi _{\beta }\circ \varphi _{\alpha }^{-1}.}Note que, como {\displaystyle \varphi _{\alpha }} e {\displaystyle \varphi _{\beta }} são ambos homeomorfismos, o mapa de transição {\displaystyle \tau _{\alpha ,\beta }} também é um homeomorfismo.

## Estrutura adicional
Frequentemente, deseja-se mais estrutura em uma variedade além da estrutura topológica. Por exemplo, se quisermos uma noção inequívoca de diferenciação de funções em uma variedade, é necessário construir um atlas cujas funções de transição sejam diferenciáveis. Tal variedade é chamada de diferenciável. Dada uma variedade diferenciável, é possível definir de forma inequívoca a noção de vetores tangentes e, a partir disso, derivadas direcionais.
Se cada função de transição for uma função suave, o atlas é chamado de atlas suave, e a variedade em si é chamada de suave. Alternativamente, pode-se exigir que os mapas de transição tenham apenas k derivadas contínuas, caso em que o atlas é dito ser {\displaystyle C^{k}}.
De maneira mais geral, se cada função de transição pertencer a um pseudogrupo {\displaystyle {\mathcal {G}}} de homeomorfismos do espaço euclidiano, o atlas é chamado de {\displaystyle {\mathcal {G}}}-atlas. Se os mapas de transição entre as cartas de um atlas preservarem uma trivialização local, então o atlas define a estrutura de um fibrado.